# Жънгълдъозек
Жънгълдъозек (на казахски: Жыңғылдыөзек; на руски: Жынгылдыазек) е временна река протичаща в западната част на Карагандинска област и югоизточната част на Актобенска област в Казахстан, вливаща се в солончака Шалкартениз, разположен на границата между Туранската низина и Тургайската падина. Дължина 222 km. Площ на водосборния басейн 4360 km².
Река Жънгълдъозек има постоянно водно течение само 1 – 2 месеца през пролетта по време на топенето на снеговете, когато изтича от западния край на солончака Шубартениз (в него от изток са влива река Байконър), тече на северозапад през пустинята Приаралски Каракум и се влива от югоизток в големия солончак Шалкартениз, разположен на границата между Туранската низина на юг и Тургайската падина на север. През останалото време от годината долината в горното и средното ѝ течение представлява суходоли, а в долното течение – със серия от малки солончаци. Има почти 100% снежно подхранване, но въпреки това, водата която протича за този кратък период е горчиво-солена.